# Муранов, Матвей Константинович
Матвей Константинович Муранов (29 ноября (11 декабря) 1873, село Рыбцы Полтавского уезда Полтавской губернии — 9 декабря 1959, Москва) — российский революционер, советский партийный и государственный деятель.

## Биография

### Начало революционной деятельности

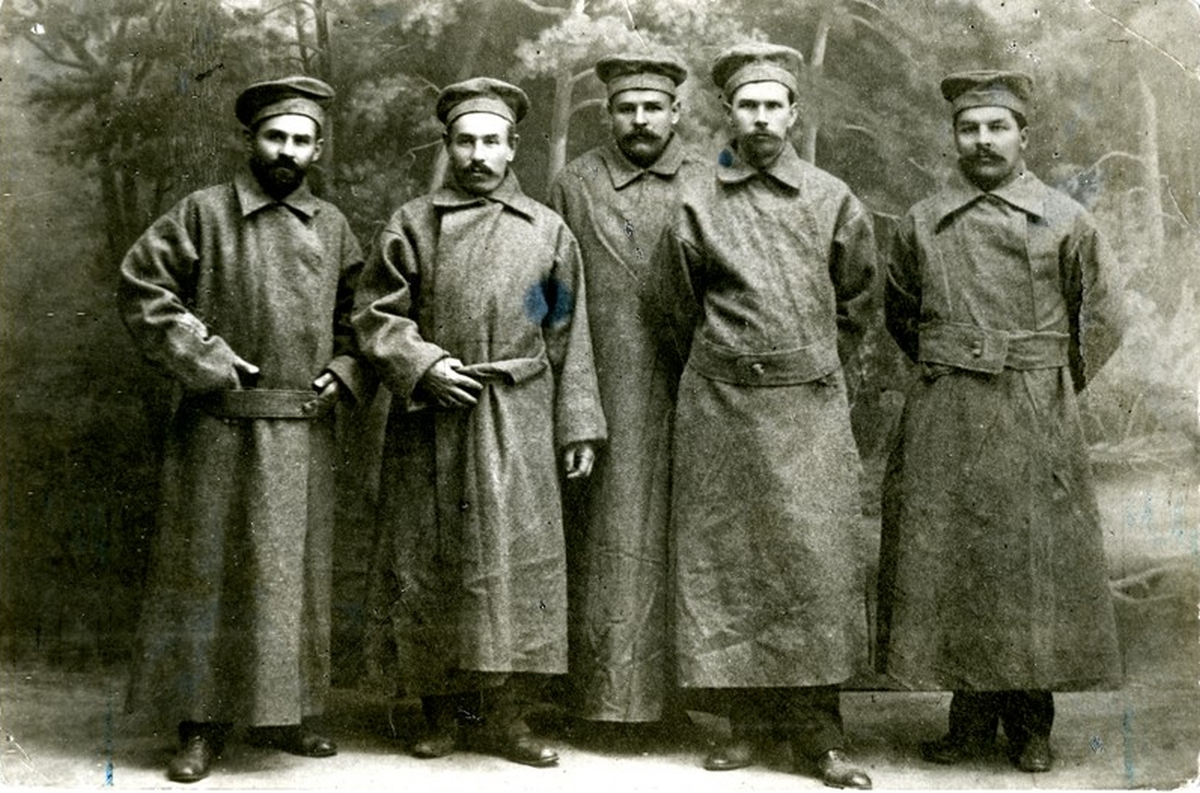
Большевики-депутаты IV Государственной Думы в ссылке. Слева направо: Г. И. Петровский, М. К. Муранов, А. Е. Бадаев, Ф. Н. Самойлов, Н. Р. Шагов

Из крестьянской семьи. Получил начальное образование. С 1900 года был рабочим в Харькове. Примкнул к РСДРП с 1904 года, большевик. В 1907 году член Железнодорожного райкома РСДРП в Харькове, с 1912 член горкома партии. В 1912 году был избран в IV Государственную думу от рабочей курии Харькова, член большевистской фракции. Одновременно с думской деятельностью вёл нелегальную работу в Петербурге, Харькове, Иваново-Вознесенске, Вятке, сотрудничал в газете «Правда». В ноябре 1914 года арестован в числе других депутатов-социалистов, в 1915 приговорён к ссылке в Туруханский край.

### В 1917 году
После Февральской революции 1917 года Муранов возвратился в Петроград из Сибири вместе с Л. Б. Каменевым и И. В. Сталиным. 12 марта он был включён в Русское Бюро ЦК РСДРП(б), 16 марта был утверждён издателем газеты «Правда», а затем ввёл в состав редакции Каменева и Сталина. Редакционная тройка «Правды» в марте-апреле фактически возглавляла большевиков в Петрограде. Эта группа придерживалась линии условной поддержки Временного правительства, а также предлагала начать переговоры с меньшевиками по вопросу объединения партии. Когда 3 апреля В. И. Ленин возвратился в Россию, он выступил с резкой критикой линии Каменева-Сталина-Муранова и вместо этого призвал к социалистической революции и полному разрыву с меньшевиками.
С апреля Муранов находился в Харькове, участвовал в создании газеты «Пролетарий», избран почётным членом городского комитета партии. Делегат и член Президиума VII (Апрельской) конференции РСДРП(б). Вёл революционную работу в Харькове, Крыму, в июле был избран в Городскую думу Харькова. Делегат 1-й областной конференции РСДРП(б) Донецко-Криворожского бассейна, состоявшейся в Екатеринославе. Делегат VI съезда РСДРП(б), избран членом ЦК и членом Узкого состава ЦК. Секретарь ЦК РСДРП(б) с августа 1917 года. Стал депутатом Петроградской городской думы от большевиков. В сентябре принял участие в Демократическом совещании, на котором выступил против участия большевиков в Предпарламенте. Во время Октябрьского вооружённого восстания в Петрограде работал в Петроградском ВРК. Делегат и член Президиума II Всероссийского съезда Советов, избран членом ВЦИК.

### При советской власти
В ноябре — декабре 1917 г. заместитель наркома внутренних дел Российской Советской Республики. Избран членом Учредительного Собрания от Харькова. В январе 1918 года на 3-м Всероссийском съезде Советов избран членом Президиума ВЦИК. В 1917—1923 годах работал инструктором в аппарате ЦК партии. В 1919—1920 кандидат в члены Оргбюро ЦК.
Делегат VII—XIII, XV—XVII съездов партии. Член ЦК РКП(б) (1919—1920), кандидат в члены ЦК (1920—1921), член Центральной контрольной комиссии ВКП(б) (1923—1934). С 1923 по 1934 гг. член Верховного суда СССР.
В 1934—1937 годах работал в аппарате ВЦИК. С 1939 г. персональный пенсионер. Умер в 1959 году, похоронен на Новодевичьем кладбище в Москве.

### Комиссия Муранова
В 1920 году при ЦК РКП(б) и Президиуме ВЦИК была создана комиссия во главе с Мурановым по проверке привилегий лиц, проживающих в Кремле. Комиссия работала с 25 декабря 1920 г. до весны 1921 г.

## Награды
- 2 ордена Ленина:
  - 28.11.1953 — в связи с 80-летием и отмечая заслуги перед Коммунистической партией и Советским государством

## Киновоплощение
- 1965 — «Ленин в Польше». В роли Матвея Муранова — Николай Каширский